# Fritz Feierabend
Fritz Feierabend (n. 29 iunie 1908, Engelberg, Cantonul Obwald, Elveția – d. 25 noiembrie 1978, Stans, Cantonul Nidwald, Elveția) a fost un bober ce a reprezentat Elveția, medaliat olimpic. A participat la 3 ediții ale Jocurilor Olimpice (1936, 1948, 1952) în care a câștigat 3 medalii de argint și două medalii de bronz.